# Slag bij Bentonville
De Slag bij Bentonville vond plaats tussen 19 maart en 21 maart 1865 bij Bentonville, North Carolina tijdens de Amerikaanse Burgeroorlog. Deze slag maakt deel uit van de Carolina's-veldtocht. Het was de laatste en beslissende slag tussen de legers van William T. Sherman en Joseph E. Johnston. Een kleine maand na deze slag zou Johnston zich overgeven in Bennet Place. Hij had te zware verliezen geleden bij Benton. Samen met de overgave van Robert E. Lee in april, betekent dit effectieve einde van de oorlog.

## Achtergrond
Tijdens de winter en vroege lente van 1865 had Shermans Noordelijke leger een pad van verwoesting getrokken door South Carolina. Dit was de logische verderzetting van  Shermans Mars naar de Zee. Op 8 maart staken de Noordelijken de grens met North Carolina over. Zuidelijke eenheden probeerden de opmars tegen te houden of op zijn minst te vertragen. Sherman verdeelde zijn troepenmacht in twee colonnes. Een linkervleugel onder leiding van generaal-majoor Henry W. Slocum en een rechtervleugel onder leiding van generaal-majoor Oliver O. Howard zetten afzonderlijk hun opmars verder richting Goldsboro. Zuidelijke verkenningseenheden hadden deze slagorde doorgegeven aan hun bevelhebbers. Johnston probeerde zijn leger te concentreren om Slocum’s eenheden te kunnen aanvallen, vooraleer Slocum zich opnieuw kon aansluiten bij Howard. Op 19 maart vielen de Zuidelijken Slocum’s soldaten aan langs de Goldsboro Road, 1,5 km ten zuiden van Bentonville.

## De slag
Slocum was ervan overtuigd dat hij alleen te maken had met Zuidelijke cavalerie en niet met het volledig Zuidelijk leger. Hij stuurde een boodschap naar Sherman dat hij op een kleine weerstandshaard gestoten was en geen hulp nodig had. In de namiddag verscheen de Zuidelijke infanterie vanuit de nabijgelegen bossen langs de Goldsboro Road en dreef de Noordelijke linkerflank in volledig verwarring voor zich uit. Generaal Daniel H. Hill nam de rest van de Noordelijke linie onder vuur. Na een hevig gevecht arriveerden er Noordelijke versterkingen. De aanval van Hill werd tegengehouden. De gevechten duurden nog tot na het invallen van het duister. De Zuidelijken probeerden telkens opnieuw de Noordelijke linie te breken.
Slocum riep nu toch de hulp in van Sherman na de zware gevechten in de namiddag. In de late namiddag van 20 maart arriveerden Howard’s troepen op het slagveld. Ze stelden zich op naast de rechterflank van Slocum. De gevechten voor deze dag bestonden enkel uit kleine schermutselingen.
Op 21 maart voerde de Noordelijke generaal-majoor Joseph A. Mower een ongeautoriseerde aanval uit op de Zuidelijke linkerflank die Mill Creek Bridge verdedigde. Mower’s manschappen kregen het bevel van Sherman zich terug te trekken en de aanval stop te zetten. Ze waren tot op 1,5 km van de brug geraakt. Later zou Sherman in zijn memoires toegeven dat dit een fout van hem was. Hij miste de kans om misschien het volledig leger van Johnston in te sluiten en te verslaan. Onder de slachtoffers was de 16 jaar oudste zoon van luitenant-generaal William J. Hardee. Hardee had met tegenzin zijn zoon de toestemming gegeven om zich aan te sluiten bij het 8th Texas Cavalry enkele uren voor de aanval van Mower.
Tijdens de nacht trok Johnston zijn leger terug over de Mill Creek en verbrandde de brug. Sherman zette de achtervolging niet in. Hij zette zijn opmars verder naar Goldsboro. Het Zuidelijke leger had de laatste kans gemist om het Noordelijk leger te verslaan.
Het slagveld werd in 1996 erkend als een National Historic Landmark.